# Paramonaxine yamagutii
Paramonaxine yamagutii is een soort in de taxonomische indeling van de platwormen (Platyhelminthes). De worm is tweeslachtig en kan zowel mannelijke als vrouwelijke geslachtscellen produceren. De soort leeft in zeer vochtige omstandigheden.
De platworm behoort tot het geslacht Paramonaxine en behoort tot de familie Heteraxinidae. De wetenschappelijke naam van deze soort werd voor het eerst officieel gepubliceerd door Bravo-Hollis in 1978.